# Ivan Lebanov
Ivan Lebanov född 10 december 1957, är en bulgarisk före detta längdskidåkare som var aktiv under 1970- och 1980-talet. Lebanovs främsta resultat var en tredjeplats på 30 kilometer i  Lake Placid 1980. Det var den första bulgariska medaljen under ett vinter-OS.